# Яношик, Адам
Адам Яношик (словац. Adam Jánošík; род. 7 сентября 1992 года, Спишска-Нова-Вес, Чехословакия) — словацкий хоккеист, защитник. Сейчас играет за клуб чешской Экстралиги «Шкода Пльзень».

## Карьера
Адам Яношик является воспитанником чешского клуба «Били Тигржи». В 2009 году уехал в Канаду, 3 сезона провёл в Главной юниорской лиге Квебека за «Гатино Олимпикс». В 2012 году вернулся в «Либерец», за который отыграл 4 сезона (2012-14, 2016-18). Также играл за «Кошице» (чемпион словацкой Экстралиги 2015), «Пираты Хомутов» и братиславский «Слован» (в КХЛ сезона 2018/19).
Сезон 2019/2020 начал в составе «Литвинова». В январе 2020 года перешёл в клуб «Шкода Пльзень».
Яношик является игроком сборной Словакии. В 2014 году дебютировал в сборной, участник чемпионатов мира 2015, 2017 и 2018. Всего на этих турнирах провёл 19 игр, набрал 2 очка (1+1).

## Достижения
Чемпион Словакии 2015
 Серебряный призёр чемпионата Чехии 2017

## Статистика
Обновлено на начало сезона 2019/2020
Чешская экстралига — 211 игр, 45 очков (13 шайб + 32 передачи)
Словацкая экстралига — 73 игры, 27 очков (10+17)
Сборная Словакии — 59 игр, 6 очков (3+3)
КХЛ — 56 игр, 5 очков (1+4)
Первая чешская лига — 56 игр, 17 очков (7+10)
Лига чемпионов — 24 игры, 2 очка (0+2)
Европейский трофей — 9 игр
Главная юниорская лига Квебека — 212 игр, 118 очков (33+85)
Всего за карьеру — 700 игр, 220 очков (67+153)